# Autostrada A8 (Italia)
L'autostrada A8 è un'autostrada italiana, interamente compresa in Lombardia, che collega Milano a Varese. È comunemente definita, assieme all'autostrada A9, come autostrada dei Laghi. Lunga 43,6 km, è interamente gestita da Autostrade per l'Italia.

## L'autostrada oggi
L'autostrada ha inizio a Milano come prosecuzione del cavalcavia del Ghisallo. Il chilometro zero è posto presso lo svincolo di Viale Certosa in corrispondenza della congiunzione con l'autostrada A4 Torino-Trieste, in uno dei punti più critici della viabilità autostradale che è detto "quadrivio Fiorenza".
A Lainate l'autostrada prosegue in direzione Varese e si dirama l'autostrada A9 in direzione Como-Svizzera. In corrispondenza di Gallarate l'autostrada A8 si collega con la A26 tramite la diramazione A8/A26. L’A8 termina in corrispondenza del raccordo autostradale SS 707 Gazzada-Varese, che prosegue fino al centro della città di Varese.
L'Autostrada dei Laghi oggi ha importanza notevole perché sostiene un elevato traffico pendolare diretto a Milano, inoltre rappresenta un percorso obbligato per la maggior parte delle merci che dall'Italia viaggiano verso il nord Europa.
Sulla A8 sono da segnalare importanti opere di ammodernamento recenti: il collegamento (Superstrada Malpensa 2000) col nuovo aeroporto di Malpensa, la costruzione della quarta corsia fino da Milano a Lainate, a cui si è stata in seguito aggiunta la quinta limitatamente al tratto successivo alla barriera di Milano Nord, la costruzione della terza corsia sino a Gallarate e il nuovo svincolo della fiera di Milano (nei pressi di Rho), che consente l'allacciamento alla Tangenziale Nord.
La gestione è in affidamento ad Autostrade per l'Italia. L'autostrada è soggetta a un sistema di pedaggio aperto cui sono sottoposti i veicoli che percorrono i tratti fra la fiera di Milano e l'interconnessione con la A9 (barriera di Milano Nord), e fra Gallarate e Cavaria (barriera di Gallarate Nord).

### Controllo elettronico della velocità
Ora è attivo il controllo elettronico della velocità con sistema Safety Tutor:
- in direzione di Milano nella tratta Gallarate-Legnano (km 27,2 - 13,5)
- in direzione di Varese nella tratta Origgio Ovest-Busto Arsizio (km 12,2 - 25,6)

## Tabella percorso
Il chilometraggio ufficiale è unico e parte da Milano, essendo valido anche per la A9. Nella tabella sottostante la chilometrica inversa è da considerarsi puramente informativa e informale.
| MILANO - VARESE Autostrada dei Laghi |                                                                      |      |      |      |                |
| Tipo                                 | Indicazione                                                          | ↓km↓ | ↑km↑ | Area | Strada europea |
|                                      | Milano Viale Certosa Cavalcavia del Ghisallo - San Siro              | -1,0 | 43,6 | MI   |                |
|                                      | Torino - Venezia                                                     | -0,9 | 43,5 | MI   |                |
|                                      | Cascina Merlata Raccordo per A4 Torino e A50                         | -    | 42,1 | MI   |                |
|                                      | Fieramilano Tangenziale Nord di Milano                               | 2,0  | 40,6 | MI   |                |
|                                      | Barriera Milano Nord pedaggio € 1,90                                 | 5,6  | 38,0 | MI   |                |
|                                      | Tangenziale Ovest di Milano                                          | -    | 36,8 | MI   |                |
|                                      | Lainate-Arese solo in direzione Varese                               | 7,2  | -    | MI   |                |
|                                      | Area di servizio "Villoresi Ovest"                                   | 7,6  | 35,0 | MI   |                |
|                                      | Lainate solo in direzione Milano pedaggio € 0,80                     | 8,1  | 34,5 | MI   |                |
|                                      | Como - Chiasso                                                       | 10,3 | 32,3 | MI   |                |
|                                      | Origgio ovest                                                        | 14,0 | -    | VA   |                |
|                                      | Legnano Rescaldina                                                   | 16,3 | 26,3 | MI   |                |
|                                      | Castellanza                                                          | 18,0 | 24,6 | VA   |                |
|                                      | Busto Arsizio Superstrada Malpensa 2000 Aeroporto di Milano-Malpensa | 24,5 | 18,2 | VA   |                |
|                                      | Lentate sul Seveso Solbiate Olona                                    | 26,0 | 15,0 | VA   |                |
|                                      | Gallarate € 0,80 solo da e per Milano                                | 29,9 | 12,7 | VA   |                |
|                                      | Gravellona Toce - Genova                                             | 30,9 | 11,7 | VA   |                |
|                                      | Barriera Gallarate Nord pedaggio € 1,60                              | 31,9 | 11,7 | VA   |                |
|                                      | Cavaria                                                              | 33,9 | 8,7  | VA   |                |
|                                      | Solbiate Arno - Albizzate                                            | 35,7 | 6,9  | VA   |                |
|                                      | Castronno                                                            | 40,1 | 2,5  | VA   |                |
|                                      | Area di servizio "Brughiera"                                         | 40,7 | 1,9  | VA   |                |
|                                      | Tangenziale di Varese Gazzada Schianno Morazzone Varese est          | 41,7 | 0,9  | VA   |                |
|                                      | Azzate - Buguggiate Varese ovest del Chiostro di Voltorre            | 42,0 | 0,6  | VA   |                |
|                                      | Raccordo Gazzada-Varese                                              | 42,6 | 0,0  | VA   |                |

1. ↑  bivio parziale (per Rescaldina ingresso e uscita solo carreggiata est)

## Quinta corsia
Il Consiglio dei ministri ha approvato il progetto di ampliamento della terza corsia dell'autostrada A9, inserito nel IV Atto Aggiuntivo del 2004, i cui lavori si sono conclusi nel luglio 2012. Il progetto ha interessato anche l'A8 comprendendo la costruzione della 5ª corsia tra la barriera di Milano Nord e l'interconnessione di Lainate con l'A9 dal km 5+577 al km 9+990. I lavori per questa tratta hanno avuto inizio nel luglio 2014 con termine entro maggio 2015, limitatamente allo stralcio Expo 2015. Nel 2019 hanno avuto inizio i lavori per il completamento della tratta a 5ª corsia. Il 26 settembre 2023 viene aperta al traffico la 5ª corsia del lotto 2, dalla lunghezza di 4.400 m, rendendo così l'A8 la prima autostrada a 5 corsie in Italia

## A8/A26 diramazione Gallarate-Gattico
La diramazione Gallarate-Gattico A8/A26, gestita da Autostrade per l'Italia, congiunge l'autostrada A8 nei pressi di Gallarate con l'A26 nei pressi del comune di Gattico-Veruno. Presso Gattico, nell'estremità ovest la diramazione prosegue senza soluzione di continuità come autostrada A26 verso Genova e attraverso rampe di accelerazione e decelerazione verso nord sempre come autostrada A26. La A8/A26 è stata progettata e realizzata per mettere direttamente in comunicazione Domodossola e il traffico proveniente dal Sempione con Milano e la penisola italiana. L'infrastruttura è a due corsie in entrambi i sensi di marcia da Gallarate a Sesto Calende-Vergiate, tratto che costituisce il percorso originario dell'arteria, concepito nel 1925 come terzo ramo dell'Autostrada dei Laghi. Da Sesto Calende-Vergiate a Gattico-Veruno, tratto aperto nel 1988, è invece a tre corsie per ogni senso di marcia.
Questa diramazione è anche classificata come diramazione D08 secondo la numerazione interna di Autostrade per l'Italia, in quanto appunto diramazione della A8.
Il Decreto Legislativo del 29 ottobre 1999, n. 461 aveva classificato questa diramazione come A8/A26dir tuttavia è indicata nella segnaletica anche come A26-8 o come A8/A26, mentre i pannelli integrativi posti in prossimità dei cavalcavia indicano la dicitura A8dir, continuando la numerazione di quelli della A26 nel tratto a ovest e quelli della A8 nel tratto a est.
L'autostrada, differentemente dal resto dell'Autolaghi sottoposta a un sistema di pedaggio aperto, è a pagamento chiuso nella totalità del suo percorso. Altra difformità dall’Autolaghi è un chilometraggio proprio.
Sono obbligatorie le dotazioni invernali dal 20 dicembre al 15 aprile nella tratta compresa tra l'innesto con la A8 e il chilometro 13,500
| AUTOSTRADA A8/A26 Diramazione Gallarate - Gattico |                                                                         |      |      |           |                |
| Tipo                                              | Indicazione                                                             | ↓km↓ | ↑km↑ | Provincia | Strada europea |
|                                                   | Milano - Varese                                                         | 0,0  | 24,0 | VA        |                |
|                                                   | Barriera Gallarate Ovest                                                | 2,5  | 21,5 | VA        |                |
|                                                   | Besnate                                                                 | 4,0  | 20,0 | VA        |                |
|                                                   | Area di servizio "Verbano"                                              | 6,1  | 17,9 | VA        |                |
|                                                   | Sesto Calende - Vergiate del Sempione: Lago Maggiore del Lago di Monate | 11,9 | 12,1 | VA        |                |
|                                                   | Castelletto Ticino Ticinese del Sempione: Lago Maggiore                 | 17,9 | 6,1  | NO        |                |
|                                                   | Gravellona Toce - Genova                                                | 24,0 | 0,0  | NO        |                |

La chilometrica ufficiale dell'autostrada è unica e parte dalla diramazione dall'Autolaghi. Nella tabella la chilometrica inversa è da considerarsi puramente informale.

## Obblighi
Sono obbligatorie le dotazioni invernali dal 15 novembre al 15 aprile su tutta la tratta e anche su tutta la Diramazione Gallarate-Gattico.